# 西村怜美
西村 怜美はテレビショッピング番組、「ジャパネットたかた」 初の女性メインキャスター。台所まわりの商品を紹介することが多い。

## 略歴
- 1999年
  - くまもと未来国体
  - 夏季、秋季大会開閉会式 式典アナウンサー
  - くまもと未来国体 点火式司会
  - くまもと西大橋 開通式司会
- 2000年
  - KKT 天気予報 VTRモデル
  - KAB avex 情報番組リポーター
  - ABC  特別番組 温泉リポーター
- 2001年
  - 熊本シティFMパーソナリティ
  - 阿蘇グリーングリーンコンサート司会
- 2002年
  - 九州ハワイアンフェスティバル司会
- 2005年
  - ジャパネットたかた Tvショッピング MC
  - 映画試写会 MC
  - 天神FMパーソナリティ
- 2006年
  - アビスパ福岡 監督インタビュア
  - 日比野克彦 イベントMC・・DreamsFMパーソナリティ3年
  - TvCMナレーション
- 2007年
  - 日本舞踊藤間流 発表会司会
- 2008年
  - UCC 展示会 MC
  - 博多どんたく 博多駅前ステージ MC
- 2009年
  - 陳建一チャリティディナーショーMC

| スタブアイコン | サブスタブ | この項目は、まだ閲覧者の調べものの参照としては役立たない、アナウンサーに関連した書きかけの項目です。この項目を加筆・訂正などしてくださる協力者を求めています（PJ:アナウンサー）。 |